# Aritz Solabarrieta
Aritz Solabarrieta, né le 22 juillet 1983 à Ondarroa, est un joueur de football espagnol. 
Il évolue comme milieu de terrain et mesure 1, 90 m.

## Carrière
Aritz Solabarrieta joue successivement dans les équipes suivantes :  Club Deportivo Baskonia, Athletic Bilbao B,  Athletic Bilbao, SD Eibar, Atlético Madrid B, Real Jaén, CF Palencia, UD Melilla, Sestao River Club et CD Aurrerá Ondarroa.
Dans sa jeunesse il est un solide espoir du football espagnol, comme l'illustre ses sélections successives en équipe d'Espagne des moins de 16 ans, des moins de 17 ans, des moins de 19 ans, des moins de 20 ans et en équipe d'Espagne espoirs. Il est champion d'Europe des moins de 19 ans en 2002, en compagnie de Fernando Torres notamment.